# 庫爾澤梅計畫區

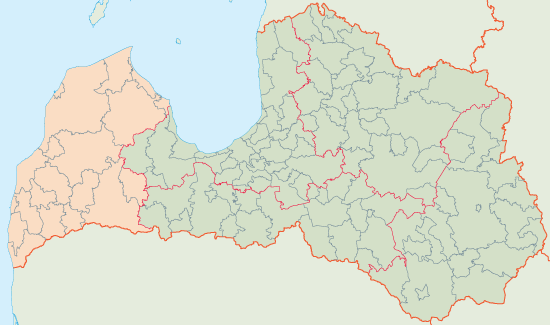
庫爾澤梅計畫區於拉脫維亞的位置

庫爾澤梅計畫區，是拉脫維亞的五個計畫區之一，位於該國西部。面積13,596 km²，人口數301,621，人口密度約22.2人/km²。最大城市為利耶帕亞。

## 外部連結
- 庫爾澤梅計畫區